# Franc de Saint-Pierre-et-Miquelon
Pour les articles homonymes, voir franc.
Le franc de Saint-Pierre-et-Miquelon est l'ancienne monnaie spécifique à la collectivité française de Saint-Pierre-et-Miquelon entre 1944 et 1965. Passé cette date, les émissions en franc français de la métropole deviennent les seules monnaies circulantes.

## Histoire monétaire

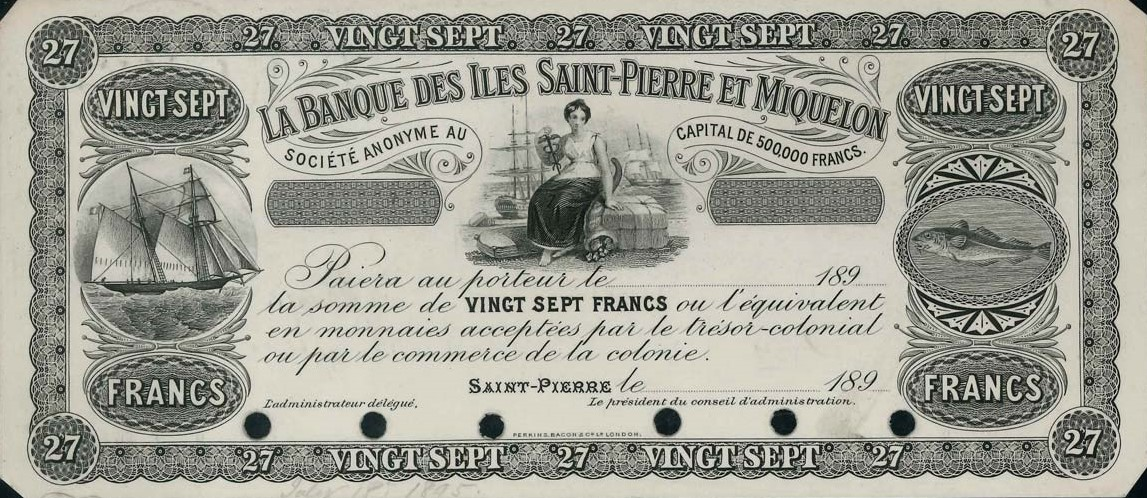
Épreuve uniface d'un billet de 27 francs de 1897, émis par la société de Saint-Martin Légasse, d'origine basque, et autorisé par la Banque de France.

Saint-Pierre-et-Miquelon est officiellement française depuis 1816. Ayant statut de colonie, elle souffre, durant presque un siècle, d'une disette monétaire récurrente. À la fin du XIXe siècle, le dollar canadien et le franc français y circulent librement. Le taux d'échange entre les deux monnaies est de 1 dollar pour 5,4 francs. Les deux monnaies sont alignées sur l'étalon-or. À partir de 1890, la Banque des Isles Saint-Pierre et Miquelon émet des billets pour des valeurs de 27 et 54 francs, montants inhabituels qui correspondent en fait à respectivement 5 et 10 dollars,. Cette série de billets continue jusqu'en 1897, ou jusqu'à la Première Guerre mondiale voire jusqu'à la Seconde Guerre mondiale,.
En 1920, la Chambre de commerce locale produit des billets de nécessité pour des valeurs de 5, 10, 25 et 50 centimes, et de 1 et 2 francs. L'institut d'émission devient dès 1941 la Caisse centrale de la France libre qui produit des billets de 5, 10, 20, 100 et 1 000 francs au type conçu par Edmond Dulac ; la caisse est renommée en janvier 1944 Caisse centrale de la France d'outre-mer qui émet des billets d'un nouveau type de 5, 10, 20, 50, 100, 500, 1000 et 5000 francs entre 1946 et 1950, comportant la mention « Saint-Pierre-et-Miquelon ». 

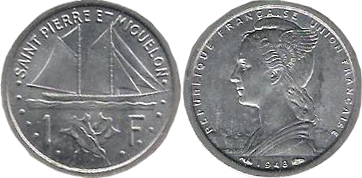
Pièce de 1 franc (1948), aluminium, recto et verso.

En 1948, les premières et seules pièces au nom de Saint-Pierre-et-Miquelon sont frappées, il s'agit de la 1 et 2 francs en aluminium, selon un type conçu par Lucien Bazor ; l'avers figure la Marianne au nom de l'Union française. Le cours de la monnaie est progressivement détaché du franc français. En 1960, 1 nouveau franc de la métropole équivaut à 50 francs, soit le cours du franc CFA. Ces mêmes billets sont ensuite contremarqués en nouveaux francs. Après 1965, les instruments monétaires exprimés en franc français de la métropole y circulent au même cours.

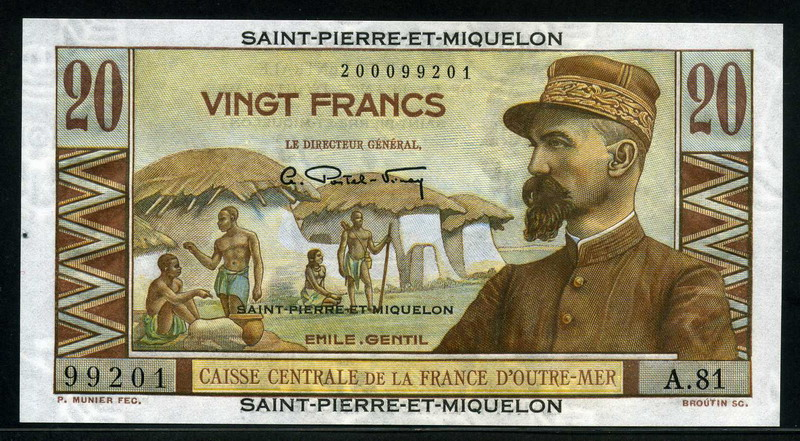
Franc de Saint-Pierre-et-Miquelon (1950-1960)